# L'Homme terminal
Pour l'adaptation, voir L'Homme terminal (film).
L'Homme terminal (titre original : The Terminal Man) est un roman de science-fiction de Michael Crichton, publié en 1972. Il traite des dangers du contrôle de l'esprit humain.

## Résumé
L'intrigue se déroule aux États-Unis entre le 3 et le 9 mars 1971, dans le service neuro-psychiatrique d'un hôpital. Une greffe d'un cerveau électronique sur un être humain transforme celui-ci en monstre. On découvre l'opération ainsi que la fuite de Benson, le scientifique porté volontaire pour cette expérience.

## Adaptation
- 1975 : L'Homme terminal, film américain réalisé par Mike Hodges, d'après le roman éponyme.